# 味の民芸

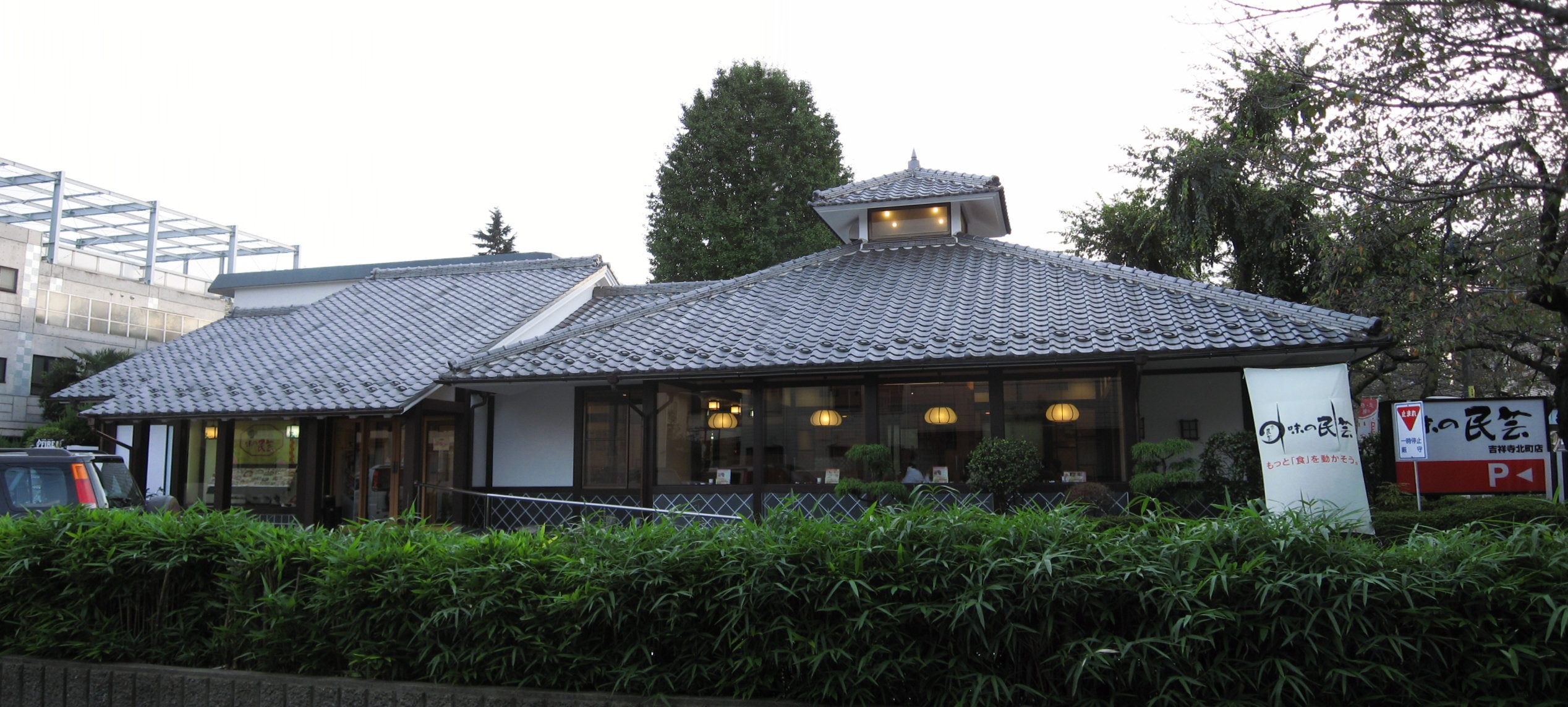
味の民芸吉祥寺北町店（東京都武蔵野市）

味の民芸（あじのみんげい）は、味の民芸フードサービス株式会社が運営しているうどん処・和風レストラン。2014年1月より所属が日清食品グループからサガミチェーングループに移行。

## 概要
1976年、岡山県に1号店の店舗を開店。うどんを中心としたメニューで展開しており、全国に50店舗（2023年現在）を展開している。特に関東地方を中心に展開しており、近畿・中国地区では岡山県の3店舗が最多である。かつて北海道、宮城県にも出店していたが、関連会社の福島明星に運営を譲渡し、「手延べうどん　むぎの里」に名称変更された。
味の民芸では社員に「民芸品質」を徹底しており、料理が温かいうちに（料理が冷める前に提供する）、早く、おいしく提供することが義務づけられている。そして、他社の様に大規模工場である程度加工されたものを店舗まで配送して料理にして提供する方式ではなくて、各店舗で野菜や肉、魚を下ごしらえする段階から行っているため、一般的なチェーン店よりも新鮮な食材を使った料理が食べられる（冷凍で届けられた食材を加工してまた冷凍するという大量生産品でありがちな鮮度落ちがあまり起こらない）。
一部店舗（葛飾奥戸店や世田谷砧店や岡山奥田店など）の看板は「手づくりうどん 味の民芸」と表記されている。

## 料理・材料
料理は季節により変わり、一年経つとほとんど全ての料理がなくなり全て新メニューとなる場合もある。一方で人気のある料理は引き続き提供される場合がある。うどんは自社工場で製作し、揚げ物はすべてキッチンの中で揚げ出来立てを提供するなど、本物志向を貫いている。
2010年代初旬に一番人気のメニューは「黒酢の酸辣（スーラー）スープうどん」で、当時のグループ企業日清食品チルドから「味の民芸監修 黒酢の酸辣スープうどん」として商品化され、2011年9月1日に発売された。

### 手延べうどん
味の民芸では、岡山県備中産の「手延べうどん」を使用している。うどんの製造には手間が掛かるがこだわりから、手で延ばしながら作る「手延べ製法」を創業以来用いており、コシやつるつるした食感が味わえる。沸騰した釜で20分ほど茹で、5分程度蒸らす作業を行うので、うどんが出来上がるには30分の時間を要する（蒸らす作業を行うことで麺の芯まで熱水を浸透させることができ、うどんがふっくらとする）。そこから手早く冷水で洗いさらにコシを出す「しめ」の作業などがある。これらの工程を行った上で茹でたてを出すことにこだわりを持っている。
うどんはカウンターで販売されており、自分の家でも手延べうどんを楽しむことができる。

### つゆ
めんつゆは手作り、つくりたてにこだわっている。出汁は毎日店舗で手作りしている。昆布は北海道利尻産のものを使用しており、削り節は鹿児島県枕崎産・静岡県焼津産のものを使用している。また、だし昆布は2年から3年寝かせている。

### 農産・畜産・水産物
厳選した食材を使用する「安全食材」にこだわり、農産物は日本国内の産地から季節に合わせ、直送しており新鮮な野菜を食べることができる。畜産物は北海道産がメインだが、一部オーストラリア産などの外国産のものもある。水産物は三陸海岸の国産物を使用しているが、一部ベトナム産などの輸入品を使用する場合もある（気候状況により変更の可能性がある）。

## 運営企業
味の民芸フードサービス株式会社（あじのみんげいフードサービス）は、味の民芸、とんかつ民芸など外食チェーン店を運営する企業。
元来明星食品系列であったが、日清食品グループ参加に伴い2008年10月1日付で「明星外食事業株式会社」から現社名に変更となった。2014年以降は株式会社サガミチェーンのグループ企業である。
キャッチコピーは「みんなのゆたかさと笑顔のために」。

### 沿革
- 1964年1月 - 『株式会社明星ブルック』として会社設立、資本金1000万円。
- 1964年2月 - 東京・新宿の紀伊国屋ビル地下1階に喫茶・軽食店『ヒノマルティーコーナー』を出店する。その後も同ビル内に『ブルックボンド』（2階、同年4月）『JinJin』（地下1階、1970年4月）といった店舗を展開していく。
- 1970年4月 - 『株式会社マック』へ社名変更。
- 1976年1月 - 岡山県に「味の民芸」1号店を出店する。
- 1978年3月 - 「味の民芸」関東初出店。東京都八王子市に1号店オープン。
- 1980年2月 - 本社を東京都武蔵野市吉祥寺「明星食品ビル」（吉祥寺東急イン）に移転。
- 1981年3月 - 『明星外食事業株式会社』へ社名変更。
- 1987年3月 - 「味の民芸」店舗数が50店を達成。
- 2001年9月 - 「釜揚げうどん 水山」を東京都新宿区に出店する。
- 2002年2月 - 「らーめん専門店 ぶぶか」の営業権を取得。
- 2008年10月 - 日清食品のグループ会社となり、同時に社名を『味の民芸フードサービス株式会社』へ社名変更。
- 2014年1月 - 株式会社サガミチェーンのグループ会社となる。

### 運営するチェーン店
- 味の民芸
- 釜揚げうどん 水山 - 7店舗（東京都、神奈川県、岐阜県）
- JINJIN（スパゲッティ） - 関東地方に4店舗（栃木県、埼玉県、東京都）
- ASIAN LEAF（アジア料理） - 大手町フィナンシャルシティノースタワー1F（千代田区大手町）
- らーめん専門店ぶぶか（ラーメン・油そば）

### 過去のチェーン店
- とんかつ民芸
- 備中手延べうどん びんむぎ - 軽井沢プリンスショッピングプラザ（長野県軽井沢町）※2014年7月2日開店